# Discografia dei Gong
Questa voce contiene la discografia della space rock band Gong e della Global Gong Family.

## Gong

### Album in studio
- 1970 - Magick Brother, Mystic Sister
- 1971 - Camembert Electrique
- 1973 - Flying Teapot
- 1973 - Angel's Egg
- 1974 - You
- 1976 - Shamal
- 1978 - Expresso II
- 1992 - Shapeshifter
- 2000 - Zero to Infinity
- 2002 - Radio Gnome Invisible
- 2009 - 2032
- 2014 - I See You
- 2016 - Rejoice! I’m Dead!
- 2019 - The Universe Also Collapses

### Live
- 1969 - Haunted Chateau
- 1977 - Gong est Mort, Vive Gong! (compilation in doppio LP live di varie band della Gong Family registrata all'ippodromo di Parigi)
- 1977 - Live Etc... (compilation in doppio LP live, con due pezzi in studio, di brani inediti del periodo dal 1973 al 1975)
- 1990 - Live at Sheffield '74
- 1990 - Live au Bataclan 1973
- 1993 - Live on TV 1990 (concerto televisivo in UK)
- 1995 - 25th birthday party (live con i Gong ed altri artisti legati ai Gong)
- 1996 - Live at Sheffield 1974
- 2000 - Live 2 infinitea
- 2002 - OK Friends
- 2002 - Glastonbury 1971
- 2005 - Live In Sherwood Forest '71
- 2006 - Gong in the 70s
- 2009 - Live in Brazil

### Compilation
- 1986 - Wingful of Eyes (A Retrospective, '75-'78)
- 1988 - The History and Mystery of the Planet Gong (compilation contenente materiale inedito di gruppi vari, tra i quali i Gong ed altri ad essi legati)
- 1995 - The Best of Gong
- 1997 - The Very Best of Gong
- 1998 - Family jewels (compilation con brani inediti dei Gong e altri gruppi, attribuito ai Gong)
- 2003 - The World of Daevid Allen and Gong (compilation di 3 CD, inclusa tutta la trilogia di Radio Gnome Invisible e materiale degli esordi)
- 2005 - The Very Best Of Gong
- 2013 - A Storm in a Teapot
- 2015 - Radio Gnome Invisible Trilogy (4 CD / 5 LP box set)

### Demo
- 1993 Je ne fume pas des bananes (demo registrati tra il 1967 ed il 1969 come Bananamoon band, Gong e Daevid Allen)
- 1995 Camembert Eclectique (demo e prove del 1970)
- 1996 Pre-Modernist Wireless: The Peel Sessions 1971-1974 (brani registrati tra il 1971 ed il 1974 alla BBC Radio)

### 45 giri
- 1969 - Garçon Ou Fille (unico 45 giri dei Gong)

### Colonne sonore
- 1972 - Continental Circus

## Planet Gong

### Live
- 1977 - Floating Anarchy Live 1977 (brani dal vivo e uno in studio registrati nel 1977 dai Planet Gong)
- 1991 - Live Floating Anarchy 1991

### Compilation
- 1996 - Opium For The People / Alien in New York
- 1997 - 1997 Gas Tape

## New York Gong
- 1980 - About Time
- 1992 - Live in the USA (pubblicato sotto il nome Daevid Allen & New York Gong)

## Gongmaison
- 1989 - Gongmaison
- 1989 - Live At The Glastonbury Festival 1989
- 1992 - Strong & Streamin

## Mother Gong

### Studio
- 1979 - Fairy Tale
- 1981 - Mother Gong / Anthony Phillips – Battle Of The Birds
- 1981 - Robot Woman
- 1982 - W.F.M. (con Dave Sawyer)
- 1982 - Robot Woman 2
- 1986 - Robot Woman 3
- 1988 - Buddha's Birthday
- 1988 - Fish in the Sky
- 1989 - The Owl and the Tree (con Daevid Allen)
- 1993 - She Made the World Magenta
- 1994 - Tree in Fish
- 1994 - Wild Child
- 1994 - Eye
- 2006 - Mother Gong 2006
- 2007 - O Amsterdam

### Live
- 1991 - Live 1991 (con Tom the Poet)
- 2005 - Glastonbury Festival 1979-1981

### Compilation
- 1997 - The Best Of Mother Gong
- 2001 - Australia Aquaria: She / Wild Child (compilation dei Mother Gong e Daevid Allen)
- 2019 - The Robot Woman Trilogy

## Pierre Moerlen's Gong
- 1977 - Gazeuse! (per ragioni contrattuali accreditato ai Gong, ma ascrivibile alla line-up dei Pierre Moerlen's Gong; pubblicato in America col titolo Expresso)[1]
- 1978 - Expresso II (per ragioni contrattuali accreditato ai Gong, ma de facto secondo album dei Pierre Moerlen's Gong)[1]
- 1979 - Downwind
- 1979 - Time is the Key
- 1980 - Live
- 1981 - Leave it open
- 1986 - Breakthrough
- 1989 - Second Wind
- 1999 - Full Circle Live 1988
- 2002 - Pentanine

## Collaborazioni discografiche dei Gong
- 1971 - Glastonbury Fayre 1971 (live del Glastonbury Festival con i Gong e altre band)
- 1971 - Obsolete (con Dashiell Hedayat)
- 1973 - Greasy Truckers Live at Dingwalls Dance Hall (doppio album a cui i Gong partecipano con due brani dal vivo)
- 2004 - Acid Motherhood (live con gli Acid Mothers Temple)